# Gmina Pajala
Gmina Pajala (szw. Pajala kommun) – gmina w Szwecji, w regionie Norrbotten, przy granicy z Finlandią. Siedzibą władz jest Pajala.

## Demografia
Pod względem zaludnienia Pajala jest 257. gminą w Szwecji. Zamieszkuje ją 6925 osób, z czego 47,62% to kobiety (3298) i 52,38% to mężczyźni (3627). W gminie zameldowanych jest 290 cudzoziemców. Na każdy kilometr kwadratowy przypada 0,88 mieszkańca. Pod względem wielkości gmina zajmuje 8. miejsce.
W przeszłości gmina posiadała dużo więcej mieszkańców, którzy jednak wyjechali głównie ze względu na sytuację ekonomiczną. W 1954 roku gminę zamieszkiwało 15400 osób.

## Gospodarka
Gospodarka gminy oparta była historycznie głównie o pozyskiwanie drewna.
Od 1918 roku znane są złoża rudy żelaza na terenie gminy. Ich wielkość oceniano na 200 mln ton. Prawa do wydobycie posiadała państwowa spółka LKAB. W 2009 przejęła je kanadyjska spółka Northland Resources.
Początkowo planowano wydobycie w trzech kopalniach we wsiach Tapuli, Stora Sahavaara i Pellivuoma. Ostatecznie w 2010 rozpoczęto budowę kopalni w Kaunisvaara. Wydobycie rozpoczęło się w 2012 roku, ale w 2014 po załamaniu cen na rynku rud Northland Resources zbankrutowało.
W 2010 roku rozważano doprowadzenie do Pajali kolei z Finlandii, gdzie łączyłaby się z rewitalizowaną linią z Äkäsjokisuu do Kolari. Byłaby wykorzystywana do transportu rud do fińskiego portu w Kemi. Ostatecznie jednak zdecydowano, że rudy z Pajali transportowane są przez Narwik w Norwegii (w pierwszej fazie samochodami).
W 2018 roku kopalnię przejęła spółka Kaunis Iron, która wznowiła wydobycie. Planuje również uruchomienie drugiej kopalni w Sahavaara.

## Inne
Na terenie gminy znaleziono fragmenty najstarszego meteorytu na świecie Muonionalusta, datowanego na około 4,565 mld lat.